# HC Cranendonck
Hockeyclub Cranendonck telt meer dan 300 actieve leden uit de gehele gemeente Cranendonck en daarbuiten, waarmee het een van de grotere verenigingen uit de gemeente Cranendonck is. De vereniging werd opgericht op 14 maart 1977 en is aangesloten bij de Koninklijke Nederlandse Hockeybond (KNHB). De club speelt op Sportpark De Romrijten in Maarheeze.

## Faciliteiten
De vereniging beschikt momenteel over twee zandingestrooide hockeyvelden. Na de winterstop van het seizoen 2024-2025 zal het hoofdveld vervangen zijn door een klimaatadaptief waterveld. Daarnaast biedt de club moderne kleedkamers, een clubhuis met een gezellige kantine, en uitgebreide trainingsmaterialen.

## Locatie
Hockeyclub Cranendonck is gevestigd op Sportpark De Romrijten in Maarheeze. Dit sportpark herbergt ook andere sportverenigingen en biedt een ideale omgeving voor trainingen en wedstrijden.

## Aanbod
Hockeyclub Cranendonck biedt een breed scala aan hockeymogelijkheden voor alle leeftijden en niveaus. Voor de jongste kinderen start het plezier met Funkey en de hockeyschool, waar spelenderwijs de eerste stappen op het veld worden gezet. De jongste jeugd maakt op een leuke en toegankelijke manier kennis met de basis van hockey.
Voor oudere jeugdleden biedt de club competitieteams waarin zij hun vaardigheden verder kunnen ontwikkelen en hun passie voor de sport kunnen delen. Jongvolwassenen kunnen spelen in jong seniorenteams (onder 25 jaar), waar zowel sportieve prestaties als teamspirit centraal staan. Ook voor senioren en veteranen (45+) zijn er teams die zowel prestatiegericht als recreatief hockey aanbieden.
Daarnaast heeft de club een avondcompetitieteam voor wie graag door de week competitie speelt, en een actieve trimhockeygroep voor wie op een ontspannen manier aan sport en beweging wil doen, zonder competitieverplichtingen.